# Jayson Trommel
Jayson Trommel (Rotterdam, 21 augustus 1982) is een Nederlands voetballer. Hij verruilde in juli 2012 XerxesDZB voor SV ARC.
Alvorens Jayson Trommel naar de jeugdopleiding bij Sparta Rotterdam, leerde hij zijn eerste voetbalvaardigheden bij vv Spijkenisse en doorliep vervolgens de jeugdopleiding van Sparta en maakt zijn debuut op 15 september 2001 bij het eredivisieduel uit tegen Vitesse. Hij was destijds jeugdinternational en leek gouden toekomst tegemoet te gaan. Het talent kreeg onder trainer Frank Rijkaard veel speeltijd, evenals onder Dolf Roks. Onder Mike Snoei belandde hij op de bank. Hij wilde graag verhuurd worden, maar kreeg geen groen licht. Snoei zei hem hard nodig te hebben maar speeltijd kreeg hij niet meer.
De 1.88 lange verdediger speelde uiteindelijk drie jaar voor de club uit Spangen waarna hij zijn contract niet verlengd zag worden. Hij vond geen nieuwe profclub doordat zijn toenmalige zaakwaarnemer in gebreke bleef en ging derhalve naar zaterdag-hoofdklasser Kozakken Boys omdat inmiddels de transferperiode was gesloten. Een seizoen later schreef hij zich in bij DOTO en in juli 2005 een maand later vertrok hij naar België. Bij KVSK United uit de Tweede Klasse speelde hij een jaar met een optie voor een tweede jaar, maar voor dat tweede jaar inging kocht hij zijn contract af.
In het contract stond dat bij promotie de eenjarige verbintenis automatisch zou worden beëindigd. De club verspeelde de promotie op de laatste speeldag en Trommel had zijn voorbereidingen op een terugkeer naar Rotterdam al getroffen, terwijl hij nog een jaar onder contract stond. Een langer verblijf zag hij niet zitten, hij had het niet naar zijn zin in België. Hij begon goed maar raakte in de winter geblesseerd.
De clubloze Rotterdammer hield bij FC Dordrecht zijn conditie op peil terwijl hij hoopte op een club. De 25-jarige Trommel vond uiteindelijk onderdak bij Cambuur, waar hij op 15 augustus 2006 een amateurcontract tekende in de hoop snel een echt contract te verdienen. Dat profcontract kwam er ook direct na de winterstop.

## Clubstatistieken
| Seizoen | Club                  | Duels | Goals | Competitie       |
| ------- | --------------------- | ----- | ----- | ---------------- |
| 2001/02 | Sparta Rotterdam      | 12    | 0     | Eredivisie       |
| 2002/03 | Sparta Rotterdam      | 24    | 0     | Eerste divisie   |
| 2003/04 | Sparta Rotterdam      | 3     | 0     | Eerste divisie   |
| 2005/06 | KVSK United           | 15    | 0     | Tweede Klasse    |
| 2006/07 | SC Cambuur-Leeuwarden | 18    | 2     | Eerste divisie   |
| 2007/08 | SC Cambuur-Leeuwarden | 9     | 0     | Eerste divisie   |
| 2008/09 | Leonidas              | -     | -     | amateurs         |
| 2009/10 | VVSB                  |       |       | Hoofdklasse      |
| 2010/11 | VVSB                  | 0     | 0     | Zondag Topklasse |
| Totaal  |                       | 76    | 2     |                  |

Betaald voetbal overzicht bijgewerkt t/m 5 september 2007